# Basile Gras
Basile Gras (sinh ngày 2 tháng 1 năm 1836 - mất ngày 14 tháng 4 năm 1901) là một người lính, nhà phát minh và là một Thống tướng quân đội Pháp, người đã tạo ra súng trường Gras vào năm 1874..